# Caloptilia palaearcha
Caloptilia palaearcha là một loài bướm đêm thuộc họ Gracillariidae. Nó được tìm thấy ở Fiji.
Ấu trùng ăn Euphorbiaceae. Chúng có thể ăn lá nơi chúng làm tổ.